# Gornja Toponica (Crveni krst)
Gornja Toponica (em cirílico: Горња Топоница) é uma vila da Sérvia localizada no município de Crveni krst, pertencente ao distrito de Nišava, na região de Ponišavlje. A sua população era de 1073 habitantes segundo o censo de 2011.

## Demografia
| 1948 | 1953 | 1961 | 1971 | 1981 | 1991 | 2002 | 2011 |
| ---- | ---- | ---- | ---- | ---- | ---- | ---- | ---- |
| 484  | 1397 | 742  | 2081 | 1534 | 1311 | 1550 | 1073 |